# 獨立鎮區 (堪薩斯州多尼芬縣)
獨立鎮區（英語：Independence Township）為美國堪薩斯州多尼芬縣轄下的鎮區。2010年美国人口普查中該鎮區人口有289人。

## 地理
獨立鎮區涵蓋總面積為95.79平方（36.98平方英里）。境內無已建制地區。

### 溪流
通過此鎮區的溪流有：
- 喬丹溪（Jordan Creek）
- 獨立溪北支流（North Branch Independence Creek）

## 人口統計
根據2010年美國人口普查，獨立鎮區人口有289人，住房137戶，人口密度為3.02人/每平方公里。此鎮區居民之種族中，白人佔96.89%，非裔美國人佔0%，美洲原住民佔1.04%，亞裔美國人佔0.35%，太平洋島裔美國人佔0%，其他種族佔0%，混血種族則佔1.73%。而西班牙裔或拉丁裔美國人佔此鎮區人口的1.73%。

## 外部連結
- USGS Geographic Names Information System (GNIS) （页面存档备份，存于）
- City-Data.com （页面存档备份，存于）